# Natale Monferrato
Natale Monferrato (1603 - 1685) was een Italiaanse barokcomponist.

## Biografie
Natale Monferrato was een leerling van Giovanni Rovetta, tevens was hij zanger in de Basiliek van San Marco in Venetië. Door zijn vriendschap met Francesco Cavalli werd hij vicemaestro, of maestro di Coro (1647-1676). Op 30 april 1676 werd hij daar directeur, ondanks de zware concurrentie van Giovanni Legrenzi. Verder was hij maestro op de "Mendicanti". Na zijn dood volgde Gian Domenico Partenio (1685-1689) hem op als maestro di Coro. Partenio werd op zijn beurt opgevolgd door  Antonio Biffi (1689-1730). 

## Werken
- Edities en opnames Edition: Alma redemptoris mater 1962 - 10 pagina's. Uitgave: Alma Redemptoris Mater 1962. 10 pagina's
- Opname: Alma Redemptoris Mater, Psalm. Carolyn Watkinson, Gonzaga Band, Chandos Classics, 2011.